# 松尾橋梁
松尾橋梁株式会社（まつおきょうりょう、英文社名：MATSUO ERIDGE CO., LTD）は、かつて堺市堺区に本店を置いていた日本の橋梁メーカー。1925年（大正14年）創業の老舗企業であったが、2009年（平成21年）11月1日にIHI、松尾橋梁、栗本鐵工所の橋梁・水門事業を統合し、IHIの完全子会社・IHIインフラシステムとなった。

## 沿革
- 1925年（大正14年）6月 - 大阪市西区福町に松尾鐵骨橋梁株式会社を設立。本社・工場を大阪市大正区福町に、東京支店・工場を東京市京橋区月島に設け操業を開始。
- 1936年（昭和11年）4月 - 東京支店・工場を東京市城東区南砂町に移転。
- 1937年（昭和12年）9月 - 商号を松尾橋梁株式会社に変更。
- 1941年（昭和16年）12月 - 大阪府堺市築港南町に堺工場を建設、操業開始。
- 1944年（昭和19年）5月 - 商号を松尾重工業株式会社に変更。
- 1945年（昭和20年）9月 - 商号を松尾橋梁株式会社に復帰。
- 1949年（昭和24年）10月 - 建設業法の施行に伴い建設大臣(イ)-第1206号として登録。
- 1952年（昭和27年）4月 - 大阪証券取引所に上場。
- 1956年（昭和31年）3月 - 堺工場を閉鎖し大阪支店・工場に併合。
- 1959年（昭和34年）1月 - 本社を大阪市大正区鶴町に移転。
- 1961年（昭和36年）
  - 5月 - 堺築港工業地土地区画整理事業に基づき、堺市築港南町敷地を堺市大浜西町敷地と換地。
  - 10月 - 東京証券取引所市場第2部に上場。
- 1962年（昭和37年）11月 - 東京証券取引所市場第1部に上場。
- 1963年（昭和38年）7月 - 堺工場を堺市大浜西町に建設再開。
- 1964年（昭和39年）10月 - 千葉工場を千葉県千葉郡八千代町（現・八千代市）に建設、操業開始。
- 1972年（昭和47年）3月 - 東京工場を閉鎖し、千葉工場に集約。
- 1977年（昭和52年）3月 - 松尾エンジニヤリング株式会社を設立。
- 1980年（昭和55年）10月 - 松尾興産株式会社を設立。
- 1985年（昭和60年）4月 - 株式取得により、日本鉄構株式会社の経営権を譲受する。
- 1986年（昭和61年）4月 - 東京支店を東京本店に名称変更し、東京都中央区日本橋浜町に移転。
- 1989年（平成元年）4月 - 米国のHAMILTON CONSTRUCTION COMPANYの株式を取得。
- 1996年（平成8年）3月 - 中国上海市に独資で上海松尾鋼結構有限公司を設立。
- 2000年（平成12年）
  - 4月 - 日本鉄構株式会社を吸収合併。
  - 4月 - 株式会社ホホエミーを設立。
  - 11月 - 本社を大阪市西区西本町に移転。
- 2005年（平成17年）12月 - 上海松尾鋼結構有限公司の第三者割当増資の実施及び当社出資持分の一部売却により経営権を譲渡。
- 2007年（平成19年）8月 - 本社を堺市堺区大浜西町に移転。
- 2009年（平成21年）
  - 8月31日 - 現在の東京証券取引所での上場廃止。
  - 11月1日 - IHIを吸収分割会社とし、橋梁・水門その他鋼構造物事業、及びこれらのメンテナンス事業に関して有する権利義務を、松尾橋梁を吸収分割承継会社とする吸収分割による会社再編を実施。同時に商号を株式会社IHIインフラシステムに変更。